# Sammy Fabelman
Samuel "Sammy" Fabelman is de hoofdrolspeler van Steven Spielbergs semi-autobiografische film The Fabelmans uit 2022, die Spielberg samen met Tony Kushner schreef. Een jonge Amerikaans-Joodse tiener die filmmaker wil worden, hij is losjes gebaseerd op Spielberg zelf en werd in de film gespeeld door Gabriel LaBelle, met Mateo Zoryan Francis-DeFord die het personage als kind speelde.

## Karakter overzicht
Sammy is de oudste zoon van de familie Fabelman, die bestaat uit zijn moeder Mitzi (Michelle Williams), vader Burt (Paul Dano) en jongere zussen Reggie (Julia Butters), Natalie (Keeley Karsten) en Lisa (Sophia Kopera). Net als Spielberg is het zijn eerste uitje naar de bioscoop in januari 1952, toen zijn ouders hem op 7-jarige leeftijd meenamen naar Cecil B. DeMille 's The Greatest Show on Earth, waar hij zijn passie en liefde voor films ontdekte. Dit brengt hem ertoe om de beroemde reeks treinwrakken uit de film na te bootsen met zijn model speelgoedtreinset die hij datzelfde jaar voor Hanukkah krijgt, en daarmee begint hij zijn eigen films te maken terwijl hij opgroeit. Gedurende de hele film verhuizen Sammy en zijn gezin naar verschillende locaties als gevolg van het feit dat Burt nieuwe banen als computeringenieur heeft gekregen en hen van hun geboorteplaats Haddon Township, New Jersey naar Phoenix, Arizona en ten slotte naar Saratoga, Californië heeft gebracht.
Tijdens zijn tijd in Arizona wordt Sammy, op 16-jarige leeftijd, beïnvloed door John Ford's The Man Who Shot Liberty Valance (1962) terwijl hij ernaar kijkt met zijn padvindersgroep, die hem vervolgens helpen een 8 mm korte film te maken, geïnspireerd door Gunsmog, die hem een verdienste-badge voor fotografie oplevert. Ze hielpen hem ook bij het maken van een korte film uit de Tweede Wereldoorlog genaamd Escape to Nowhere, wat resulteert in een emotionele reactie van zijn familie en vrienden bij de vertoning ervan tijdens een bijeenkomst. Tijdens het bewerken van beelden die hij heeft gemaakt van een kampeertrip met het gezin, ontdekt hij echter dat Mitzi een affaire heeft met Burts trouwe vriend en collega Bennie Loewy (Seth Rogen), die vaak wordt gezien als een surrogaatoom voor Sammy en zijn zussen. Deze onthulling brengt zijn filmmaken tot stilstand, wat zich voortzet in de verhuizing van zijn familie naar Saratoga, Californië.
Daar gaat hij naar de Grand View High School en wordt hij het doelwit van twee jocks, Logan Hall (Sam Rechner) en Chad Thomas (Oakes Fegley), die hem antisemitisch misbruiken. Later gaat hij uit met de vrome christen Monica Sherwood (Chloe East), die hem vraagt om de Senior Ditch Day van de school te filmen, een aanbod dat hij uiteindelijk accepteert als ze vermeldt dat haar vader hem zijn 16 mm Arriflex camera zal lenen. Nadat ze van een huurwoning naar hun nieuwe huis zijn verhuisd, kondigen Mitzi en Burt hun scheiding aan, wat de familie, vooral Sammy, diepbedroefd achterlaat. Op het bal gaan hij en Monica uit elkaar nadat de laatste onthult dat ze haar plannen om naar de Texas A&M University te gaan om zich bij hem in Hollywood te voegen, niet opzij kan zetten. Sammy's "Ditch Day" film wordt vertoond en krijgt een enthousiaste reactie van zijn collega's, maar later confronteert Logan, niet blij met de manier waarop hij hem positief portretteerde, Sammy over de kwestie. De twee komen uiteindelijk tot een akkoord wanneer Logan Chad bestrijdt wanneer hij Sammy probeert aan te vallen. Ze beloven zijn reactie geheim te houden, waarbij Sammy gekscherend antwoordde: "Tenzij ik er een film over maak...wat ik nooit, nooit ga doen."
Een jaar later woont Sammy nu bij Burt in Hollywood, waar hij moeite heeft om werk te vinden en overweegt te stoppen met studeren, totdat hij een aanbod krijgt van CBS om aan Hogan's Heroes te werken. Burt accepteert eindelijk de passie van zijn zoon na het zien van een foto van Mitzi en Bennie samen in hun nieuwe leven. Bernie Fein, de maker van de show, ziet Sammy's aspiraties en nodigt hem uit om John Ford zelf te ontmoeten, die Sammy een les geeft over inlijsten. Veranderd door de ervaring, gaat hij vrolijk verder met het volgen van zijn droom.

## Inspiratie en casting
Het personage van Sammy Fabelman is losjes gebaseerd op Steven Spielberg zelf, met enkele fictieve elementen die zijn gecreëerd om hem er origineler uit te laten zien en aan te voelen. Zijn ouders en zussen zijn gebaseerd op Spielbergs moeder Leah Adler, vader Arnold Spielberg en zussen Anne, Sue en Nancy. Over de betekenis achter de familienaam "Fabelman", zei Kushner (die die naam bedacht), "Spielberg betekent speelberg; 'spieler' is een acteur in het Jiddisch, en een 'spiel' kan spraak of een toneelstuk zijn...Ik wilde iets van die betekenis hebben, en ik heb altijd van het Duitse woord 'fabel' gehouden, wat fabel betekent. En omdat de film autobiografisch is voor Steven, maar het is geen autobiografie, het is geen documentaire, dus er zit ook een fictief element in. Dus ik dacht dat 'Fabelman' daar een knipoog naar was."
Gabriel LaBelle, die uit meer dan 2.000 kanshebbers werd gekozen om de rol te spelen, beschreef dat de meeste gebeurtenissen en situaties waarmee Sammy in de film wordt geconfronteerd, in het echt met Spielberg zijn gebeurd, met name het antisemitische pesten en zijn ontmoeting met John Ford. Nieuwkomer Mateo Zoryan Francis-DeFord speelt het personage al vroeg in de film als hij nog een kind is. 
In september 2022, tijdens de wereldpremière van de film, onthulde LaBelle dat hij aanvankelijk niet de rol van Sammy won na zijn eerste auditie, maar wel nadat hij drie maanden later werd teruggebeld. Toen hij eindelijk het script las en de details leerde over zijn personage dat een gefictionaliseerde versie was van Spielberg zelf als tiener gedurende bijna de hele film, herinnerde hij zich: "Toen ik auditie deed, heette het personage Teenage Sammy - ik dacht in tegenstelling tot Adult Sammy...Ik krijg het script en jij leest het voor 30 pagina's en hij is 6 en 8 jaar oud. Pagina 35 of zo komt Teenage Sammy langs. OK goed! Dit is nu mijn deel. Het wordt een film in drie bedrijven, het wordt Moonlight of zoiets. Ik bleef wachten op mijn uitgang, maar die kwam nooit." Spielberg zelf onthulde dat de rol van Sammy het moeilijkst te casten was, door te zeggen: "Toen ik opgroeide als kind, had ik altijd veel redenen waarom ik altijd in de hoek zat, waarom ik niet altijd het middelpunt van het gesprek was. . . Ik had iemand nodig die Sammy niet te veel zelfbewustzijn zou bijbrengen."

## Karakterisering en uitbeelding
Eric Langberg van /Film beschreef Sammy als sympathiek, zeer creatief en iemand die ernaar streeft om zich als jonge filmmaker vanaf het begin een weg te banen om zijn ambities te verwezenlijken. Kole Lyndon Lee van ScreenCraft en Ronald Meyer van Collider merkten op dat de passie van het personage voor het maken van films zijn eigen manier was om te ontsnappen aan zijn persoonlijke worstelingen thuis en op school, vergelijkbaar met de weergave op het scherm van Frank Abagnale's gebruik van zijn acties om aan zijn eigen realiteit te ontsnappen na het uiteenvallen van zijn eigen ouders in Spielberg's Catch Me If You Can (2002).
Om er goed uit te zien, liet LaBelle zijn eigen haar knippen en rechttrekken, en probeerde hij Spielbergs eigen manier van lopen, handbewegingen en hoe hij glimlachte. Hij leerde ook hoe hij op de set moest filmen met de 8 mm- en 16 mm-camera-rekwisieten, die echte film bevatten, en hoe hij filmmateriaal moest knippen en splitsen met behulp van de filmbewerkingsmachines en projectoren uit de jaren vijftig en zestig.

### Overeenkomsten en verschillen met Steven Spielberg
Hoewel de film nauw aansluit bij de gebeurtenissen in Spielbergs leven, zijn sommige elementen exclusief gemaakt om toe te voegen aan de fictionalisering van het verhaal, met name de creatie van Monica Sherwood als Sammy's vriendin. Spielberg ontdekte, net als Sammy, de affaire van zijn moeder op 16-jarige leeftijd en hield het geheim voor zijn familie voordat Leah en Arnold scheidden. Sommige van Spielbergs echte klasgenoten van Saratoga High School hebben ook verklaard dat sommige schoolscènes zich in het echte leven niet precies afspeelden zoals in de film. Een klasgenoot, Phil Pennypacker, onthulde dat het geen jocks waren die achter Spielberg aan gingen, maar "een groep mensen van het type autoclub; ze droegen opvallende jassen en reden in elektrische auto's." Spielberg zei echter in een interview voor The New York Times in 1993, terwijl hij Schindler's List promootte, dat het inderdaad twee specifieke studenten waren die hem op school pestten, maar hun echte identiteit niet onthulden. Ed Potton van The Times merkte op dat de "gangscène" tussen Sammy en Logan anders was dan hoe de laatste ontmoeting in het echte leven verliep, waarbij Spielberg zei dat de pestkop "een veranderd persoon overkwam. Hij zei dat de film (de 'Ditch Day'-film) hem aan het lachen had gemaakt en dat hij wenste dat hij me beter had leren kennen.' Angelo, de padvinder die Sammy heeft gespeeld in de hoofdrol van Escape to Nowhere terwijl hij in Phoenix woonde, was in het echte leven ook een agressor jegens Spielberg in plaats van een vriend van hem te zijn, zoals te zien in de film. Joseph McBride, die de ongeautoriseerde biografie Steven Spielberg: A Biography uit 1997 schreef, beschouwde de real-life versie van deze gebeurtenis als "buitengewoon slim" aangezien Spielberg "de jongen in een van zijn films stopte" en daarmee "de man, zo niet zijn vriend, in ieder geval zijn medewerker maakte", in verband brengend met de manier waarop The Fabelmans omgaat met het thema controle.
Het personage van Sammy Fabelman werd positief ontvangen, en de vertolking van Gabriel LaBelle kreeg veel lovende kritieken. Pete Hammond van Deadline Hollywood beschreef LaBelle's optreden als "overal sensationeel, een jonge man met een voorliefde voor films, maar gekweld door groeipijnen en een uit elkaar drijvend gezin." Ryan McQuade van Awards Watch noemde LaBelle's optreden de uitblinker onder de cast en prees het personage van Sammy als "iemand die we kunnen vertrouwen en waarmee we contact kunnen maken terwijl we zijn verhaal zien ontvouwen". van USA Today zei dat LaBelle "je hartzeer aanspreekt terwijl het filmmaken van zijn personage, dit streven waar hij dol op is, de lens wordt van een geheim dat een breuk veroorzaakt onder zijn dierbaren", positief gerelateerd aan hoe verschillende scènes ervoor zorgen dat kijkers die naar de film kijken, Sammy's oog voor de camera worden. Joyce Carol Oates, de auteur van de Marilyn Monroe- biografie Blonde, die in 2022 werd verfilmd, was niet dol op het personage ondanks dat hij gebaseerd was op Spielberg en schreef: "Door van een blondine-Arische antisemiet de pseudoheld van zijn middelbare schoolfilm te maken, ontwapent de jonge Fabelman vijanden en wint een pseudovriend. Is dit een erkenning van de oppervlakkige banaliteit van de carrière van de regisseur als entertainer?" Haar opmerkingen kregen online terugslag omdat ze blijk gaven van gebrek aan respect voor het werk van Spielberg en voor kijkers die zich verbonden voelden met zowel de film als het personage. Voor zijn optreden werd LaBelle erkend als een TIFF Rising Star 2022 en won hij de prijzen voor Breakthrough Performance van de National Board of Review en Best Young Performer bij de 28e Critics 'Choice Awards .